# Яцек Гуралски
Я̀цек Гура̀лски (на полски: Jacek Góralski) е полски футболист, дефанзивен полузащитник. От 1 август 2017 г. е играч на Лудогорец (Разград). От 2020 година е футболист на казахския „Кайсар“ (Къзълорда).

## Кариера

### В полски отбори
Роден в Бидгошч, Гуралски започва да тренира футбол в местния Завиша, и през 2010 за пръв път попада в групата на първия тим за мачовете. Минути обаче така и не записва, заради което преминава първо във Виктория Короново, а по-късно в Блекитни, за чиито тимове записва по няколко мача. След това е привлечен от Висла Плоцк, където постепенно се превръща в основен играч, записвайки над 100 мача за тима. През 2015 година е продаден на Ягельоня Бялисток. За отбора от Бялисток записва над 60 мача и печели сребърен медал в първенството през сезон 2016/17. От 1 август 2017 г. е играч на Лудогорец Разград.

### „Лудогорец"
Дебютира за „Лудогорец" в петия кръг на ППЛ на 12 август 2017 г. в срещата „Лудогорец"-Верея (Стара Загора) 3 – 1 . Дебютира във Втора ППЛ на 25 септември 2017 г. в срещата Лудогорец II-ФК Созопол 1 – 0 . Дебютира в груповата фаза на Лига Европа на 28 септември 2017 г. в срещата „Лудогорец"-Хофенхайм 2 – 1 .

### Национален отбор
Първата си повиквателна за националния отбор получава през ноември 2016 г. Дебютира за Дружина полска на 14 ноември 2016 г., когато започва като титуляр в контрола срещу Словения. На Световното първенство през 2018 г. изиграва два мача като титуляр.

## Успехи

### „Лудогорец"
- Шампион на A ПФГ: 2017 – 2018
- Суперкупа на България: 2018